# Isla Gibraleón
Isla Gibraleón es una pequeña isla panameña deshabitada que es parte del Archipiélago de las Perlas. Está localizado 2 km  (1.2 millas) al oeste de las Isla Casaya, y es parte del grupo de 200 o más islas o islotes (muchos minúsculos y deshabitados) que se encuentran aproximadamente a 30 millas (48 km) de la costa del Pacífico. La isla tiene una costa de ocho kilómetro (5 millas), cinco playas, una ciénaga de mangle, y está cubierta por 153.18 acres de jungla densa. Tiene una área de superficie total de 277,62 acres (1,12 km2), el cual lo hace la 12.ª isla más grande en el archipiélago. Isla Gibraleón tiene una altura de 11 metros por encima del nivel de mar, y tiene un Huso horario Oriental (UTC−05:00).

## Clima
La Zona de Convergencia Intertropical (ITCZ), conocida por los marineros como "marismas", rige el clima de Isla Gibraleón. Marzo es el mes más cálido, con una temperatura media de 32.5 C  (90.5 °F); en enero hace más frío, con un promedio de 21.9 °C (71.4 F ) por la noche. Debido a su proximidad al ecuador, Isla Gibraleón no tiene estaciones diferenciadas. Las variaciones en la ubicación de la ZCIT afectan drásticamente las precipitaciones en muchas regiones ecuatoriales, lo que resulta en las estaciones húmedas y secas de los trópicos en lugar de las estaciones frías y cálidas de latitudes más altas. La temporada de lluvias de Isla Gibraleón ocurre de mayo a diciembre, cuando la ZCIT se encuentra sobre (o ligeramente al norte) de Panamá. Este período se caracteriza por vientos suaves y variables y fuertes lluvias. La estación seca, caracterizada por cielos despejados y vientos alisios predominantemente del noreste del Caribe , es de enero a abril (cuando la ZCIT se encuentra al sur de Panamá). La ubicación de la isla en el Archipiélago de las Perlas le protege de los efectos de El Niño y deja las aguas circundantes, por lo general entre 28 y 29 grados Celsius (82 y 84 °F)  durante la temporada de lluvias, sustenta la evolución ininterrumpida de nuevas especies marinas, incluyendo tiburones ballenas y tiburones de tigre, ballenas de esperma, tortugas de mar, rayos de ángel y cardúmenes de grandes de peces.

## En la cultura popular
Isla Gibraleon se utilizó para Morgan Tribe en el programa de televisión Survivor: Pearl Islands en 2003. Isla Gibraleón fue la isla de los hombres en la primera serie de The Island with Bear Grylls, y la isla de las mujeres en la segunda serie. En la primera serie (la cual empezó el 5 de mayo de 2014), Bear Grylls llevó 13 ciudadanos británicos durante un mes para que se  quedaran solos, únicamente con la ropa que llevaron y algunas herramientas básicas para filmarse a sí mismos. Para la segunda serie (en abril de 2015) el formato fue repetido, con un equipo de 14 hombre británicos en otra isla del archipiélago: Isla San Telmo, y en la Isla Gibraleón donde hubo un equipo de 14 mujeres británicas.
En 2021 se filmó en la isla la versión sueca de la serie de televisión The Island Sverige. 8 hombres y mujeres suecos famosos quedaron varados allí durante 14 días.